# جيروم ألونزو
جيروم ألونزو (20 نوفمبر 1972 في فرنسا) (بالفرنسية: Jérôme Alonzo)‏ هو لاعب كرة قدم فرنسي في مركز حراسة المرمى. لعب مع أولمبيك مارسيليا وباريس سان جيرمان ونادي سانت إتيان ونادي نانت ونادي نيس.

## وصلات خارجية
- جيروم ألونزو على موقع IMDb (الإنجليزية)

- جيروم ألونزو على موقع رابطة كرة القدم الفرنسية للمحترفين (الإنجليزية)
- جيروم ألونزو على موقع قاعدة بيانات كرة القدم.إي يو (الإنجليزية)
- جيروم ألونزو على موقع بيانات كرة القدم. دي إي (الألمانية)
- جيروم ألونزو على موقع عالم كرة القدم.نت (الإنجليزية)